# Geer
Geer (valonă Djer) este o comună francofonă din regiunea Valonia din Belgia. Comuna este formată din localitățile Geer, Boëlhe, Darion, Hollogne-sur-Geer, Lens-Saint-Servais, Ligney și Omal. Suprafața totală a comunei este de 23,62 km². La 1 ianuarie 2008 comuna avea o populație totală de 2.979 locuitori. 